# Linn megye (Oregon)
Linn megye az Amerikai Egyesült Államokban, azon belül Oregon államban található. Megyeszékhelye és legnagyobb városa Albany. Lakosainak száma 128 610 fő (2020. április 1.).

## Szomszédos megyék
- Polk megye (északnyugat)
- Marion megye (észak)
- Jefferson megye (kelet)
- Deschutes megye (délkelet)
- Lane megye (dél)
- Benton megye (nyugat)

## Népesség
A megye népességének változása:
| Lakosok száma | 116 887 | 118 178 | 118 407 | 118 765 | 120 547 | 128 610 |
|               | 2010    | 2011    | 2012    | 2013    | 2015    | 2020    |